# Уилям Лабов
Уилям Лабов  (на английски: William Labov /ləˈboʊv/; р. 4 декември 1927) е американски лингвист, приеман за основател на дисциплината социолингвистика. Той е описван като „изключително оригинална и влиятелна фигура, и създател на голяма част от методологията“ на социолингвистиката. Той е професор в департамента по лингвистика в Пенсилванския университет, където е изследовател по социолингвистика, лингвистична промяна и диалектология.

## Избрана библиография
- The Social Stratification of English in New York City, 1966
- The Study of Non-Standard English, 1969
- Sociolinguistic Patterns, 1972
- Language in the Inner City, 1972
- What is a Linguistic Fact?, 1975.
- (в съавторство с Дейвид Феншъл), Therapeutic Discourse, 1976.
- Principles of Linguistic Change. Volume 1: Internal Factors, 1994.
- Principles of Linguistic Change. Volume 2: Social Factors. 2001.
- (в съсъставителство със С. Аш и К. Бобърг), Atlas of North American English: Phonology and Sound Change, 2006